# Mouvement national uni

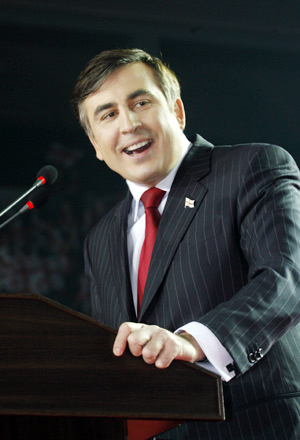
Mikheil Saakachvili, fondateur du Mouvement national uni.

Le Mouvement national uni (géorgien : ერთიანი ნაციონალური მოძრაობა) est un parti politique géorgien fondé en 2001.

## Histoire

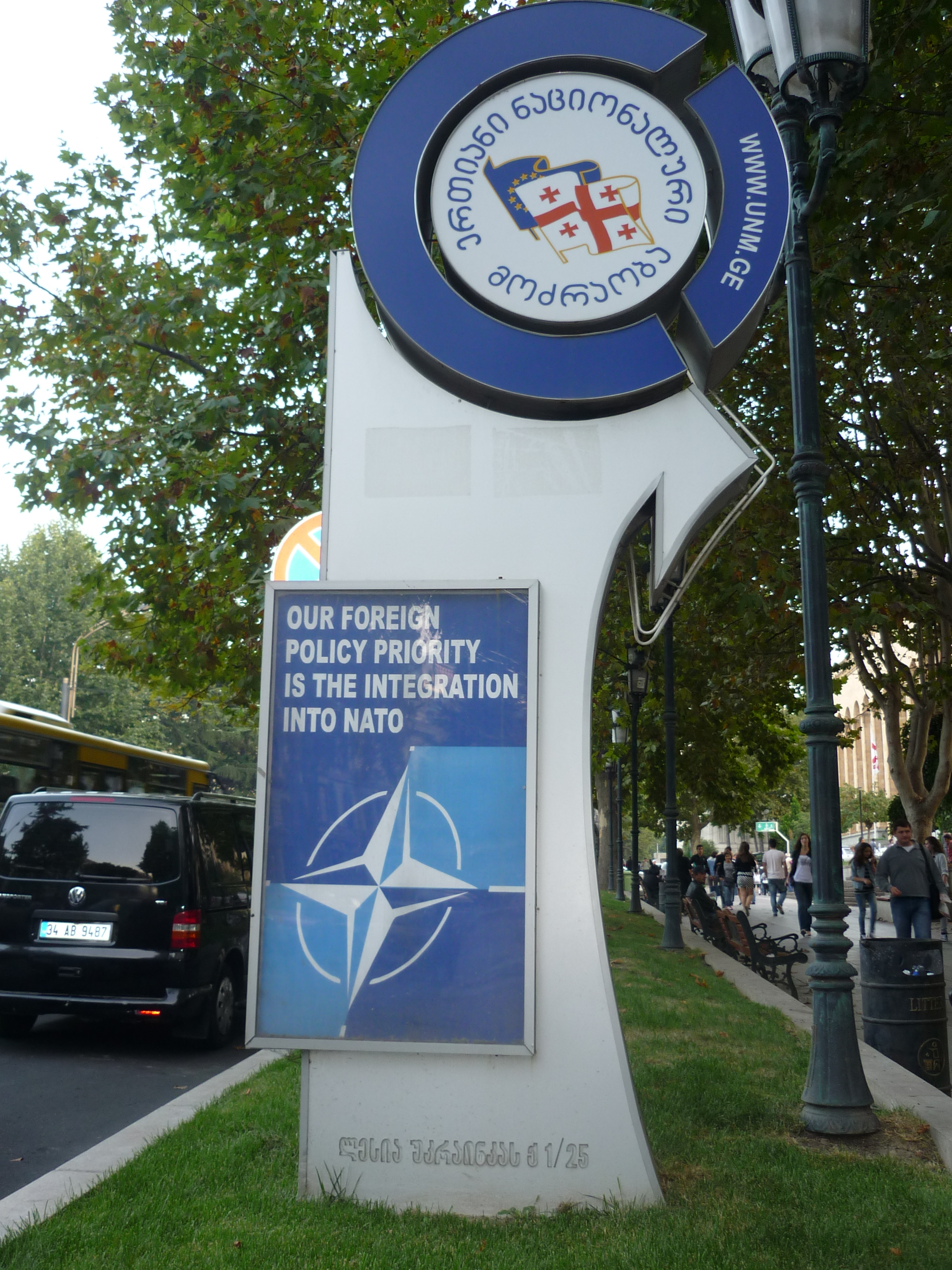
Symbole d'intégration dans l'OTAN, signe de la politique des gouvernements MNU, avenue Roustaveli, devant le Parlement.

Il est fondé en octobre 2001 par Mikheil Saakachvili, se situe au centre droit et est affilié au Parti populaire européen. Il est libéral sur les questions économiques et milite pour l’adhésion de la Géorgie à l'OTAN et à l'Union européenne, tout en étant résolument antirusse. En outre, il souhaite que la Géorgie recouvre son entière souveraineté sur les territoires séparatistes d'Abkhazie et d'Ossétie du Sud.
Après la révolution des Roses en novembre 2003 qui voit la chute du président Edouard Chevardnadze, le Mouvement national uni — allié aux partisans de Nino Bourdjanadze et Zourab Jvania — devient le principal parti dirigeant de Géorgie. Le 2 février 2004, le Mouvement national uni et les Démocrates unis fusionnent et forment un groupe politique au Parlement nommé Mouvement national - Démocrates.
Depuis les années 2010, le plus grand parti rival du Mouvement national uni est le parti Rêve géorgien du milliardaire Bidzina Ivanichvili, bien que les deux formations partagent les mêmes orientations idéologiques. Dans ce contexte, les débats politiques se concentrent principalement sur les rapports avec la Russie, les deux partis s'accusant mutuellement de « faire le jeu de Moscou ». Les questions sociales sont le plus souvent absentes des discours et des débats politiques.
Le parti demande en 2019 la démission du gouvernement.

## Représentation parlementaire
Le 28 mars 2004, lors des élections législatives, le Mouvement national-Démocrates recueille 66,24 % des suffrages exprimés au scrutin national de liste, et devient majoritaire au Parlement avec 153 sièges (sur 235);
Le 21 mai 2008, le Mouvement national uni recueille 59,18 % des suffrages exprimés au scrutin national de liste, et reste majoritaire au Parlement avec 119 sièges (sur 150).
Le 1er octobre 2012, lors des élections législatives, le MNU recueille 40,34 % des suffrages exprimés au scrutin national de liste et devient un parti d'opposition.
Le 10 octobre 2016, lors des élections législatives, le MNU recueille 27,11 % des suffrages exprimés au scrutin national de liste et reste un parti d'opposition.
Le 12 janvier 2017, après quatre mois de conflit interne, le parti se divise en deux groupes.Géorgie européenne avec 21 députés sur 27 avec, comme chefs, Davit Bakradze, ainsi que l'ex-maire de Tbilissi Guiorgui Ougoulava, déjà sorti de prison, et Giga Bokeria. Les six députés restants forment un groupe qui conserve le nom du parti originel.

## Présidence de la République
Le 4 janvier 2004, le candidat du Mouvement national uni, Mikheil Saakachvili remporte l'élection présidentielle géorgienne avec plus de 96 % des suffrages exprimés, devenant ainsi le plus jeune président européen : il succède au président Edouard Chevardnadze.
Le 5 janvier 2008, après avoir démissionné le 25 novembre 2007 pour faire campagne – comme l'exige la constitution –, au profit de Nino Bourdjanadze, présidente du Parlement, Mikheil Saakachvili est réélu au premier tour avec 53,4 % des voix.
Le 27 octobre 2013, le candidat du Mouvement national uni, Davit Bakradze, obtient 22 % des suffrages exprimés à l'élection présidentielle : le candidat du Rêve géorgien, Guiorgui Margvelachvili, est élu avec 62 % des voix, dans un contexte constitutionnel différent puisque la plupart des pouvoirs sont désormais exercés par le Premier ministre.

## Résultats électoraux

### Élections législatives
| Élection | Votes     | %     | Sièges    | Rang |
| -------- | --------- | ----- | --------- | ---- |
| 2004     | 992 275   | 67,75 | 135 / 235 | 1er  |
| 2008     | 1 050 237 | 59,18 | 119 / 150 | 1er  |
| 2012     | 873 233   | 40,34 | 65 / 150  | 2e   |
| 2016     | 477 053   | 27,11 | 27 / 150  | 2e   |
| 2020     | 522 463   | 27,14 | 36 / 150  | 2e   |